# Gemeinde Bovec

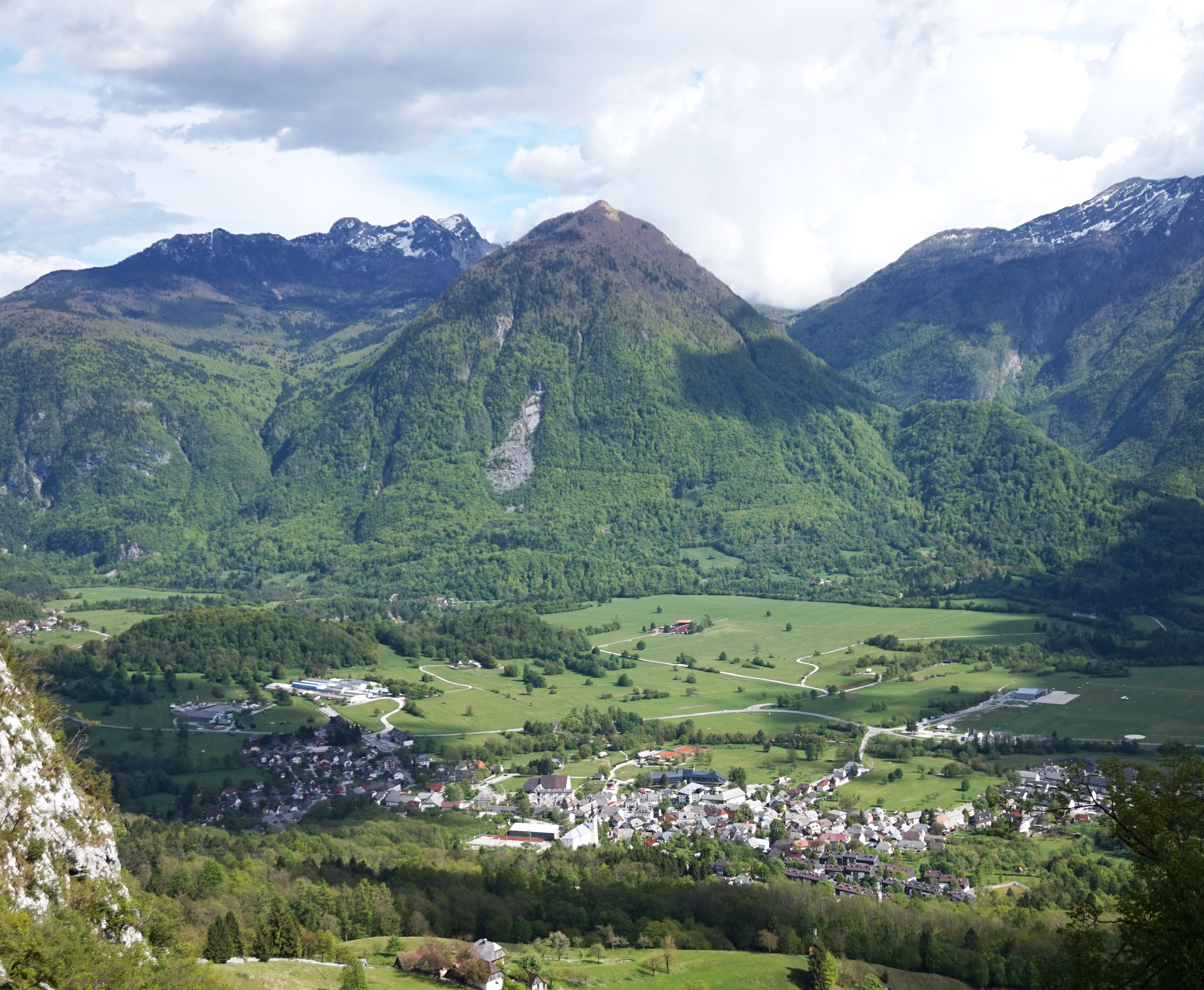
Blick auf Bovec

Die Gemeinde Bovec ist eine Gemeinde im Nordwesten Sloweniens in der historischen Landschaft Primorska, Region Goriška. Sie liegt in der Alpenregion Julische Alpen im Tal der Soča.
Hauptort und Verwaltungssitz ist die Kleinstadt Bovec.

## Lage
Im Westen grenzt die Gemeinde unmittelbar an Italien; von Österreich liegt sie etwa 30 Kilometer entfernt. Ein Teil von ihr liegt im Nationalpark Triglav.
Der Ort Bovec liegt auf einer Höhe von 434 m. i. J. unterhalb der Osthänge des Kaninmassivs und am Rand des Bovec-Beckens, einer breiten und flachen Talsenke, in der die Koritnica in die Soča mündet. Zum Veliki vrh (dt. Rombon) hin, an dessen südlicher Flanke sich Bovec befindet, steigt der Ort leicht an.
Die Orte Čezsoča, Kal - Koritnica und Plužna befinden sich im Bovec-Becken; Čezsoča am Süd-, Kal - Koritnica am Ost- und Plužna am Westrand des Beckens. Die Orte Soča und Trenta befinden sich oberhalb von Bovec im Sočatal, Log Čezsoški, Žaga und Srpenica flussabwärts. Strmec na Predelu und Log pod Mangartom befinden sich im Tal der Koritnica. Strmec na Predelu liegt etwa auf einer Höhe von 960 m. i. J. und ist damit der höchstgelegene Ort der Gemeinde Bovec. Lepena liegt am Ende eines Nebentals der Soča, das von der Lepenjica durchflossen wird, die unterhalb des Ortes Soča in den gleichnamigen Fluss mündet. Bavšica liegt im Tal der Šunik, die unterhalb der Festung Kluže in die Koritnica mündet.

## Ortschaften
Neben dem Hauptort Bovec gehören folgende Ortschaften zur Gemeinde:
- Bavšica (dt. Bausitz) ⊙
- Čezsoča (dt. Ausserdorf) ⊙
- Kal - Koritnica (dt. Deutschkall-Krittwald) ⊙
- Lepena (dt.: Leppen) ⊙
- Log Čezsoški (dt. Logdorf) ⊙
- Log pod Mangartom (dt. Breth[3] oder Preth[4]) ⊙
- Plužna (dt. Plusnach) ⊙
- Soča (dt. Sotscha[5]) ⊙
- Srpenica (dt. Serpenitz) ⊙
- Strmec na Predelu (dt. Stermitz) ⊙
- Trenta (dt. Trentathal) ⊙
- Žaga (dt. Saag am Weißenbach) ⊙

## Nachbargemeinden
| Italien | Italien, Kranjska Gora                      | Kranjska Gora         |
| Italien | Kompassrose, die auf Nachbargemeinden zeigt | Kranjska Gora, Bohinj |
| Italien | Kobarid                                     | Bohinj                |

## Geschichte
Archäologische Funde – beispielsweise in Tolmin und Kobarid – belegen eine Besiedlung des Sočatals, die zurück in die Hallstattzeit reicht.

### Antike
In der Römerzeit verlief durch das Tal eine befestigte Römerstraße, die über den Predilpass führte. Sie verband die Provinzen Noricum im Norden und Venetia et Histria im Süden und war ein wichtiger Handels- und Heeresweg.

### Mittelalter
Im 8. Jahrhundert geriet Bovec unter fränkische Herrschaft. Anschließend befand sich Bovec lange Zeit im Besitz der Patriarchen von Aquileia. In diese Zeit fällt auch die erste urkundliche Erwähnung von Bovec aus dem Jahr 1174.

### Neuzeit
Ab 1420 unterstand das Gebiet von Bovec der Republik Venedig, bis diese 1509 von den Habsburgern verdrängt wurde. Im österreichisch-venezianischen Krieg von 1508 bis 1516 unterstützte Bovec freiwillig die Seite des Habsburger Kaisers Maximilian I., der siegreich aus dem Krieg hervorging. Bovec wurde eine selbstständige Hauptmannschaft und die Bovecer Bevölkerung genoss zahlreiche Privilegien wie Steuererleichterungen, Forst- und Weiderechte. 1751 verlor die Hauptmannschaft Bovec ihre Selbstständigkeit wieder.
1797 und 1809 drangen französische Truppen unter Napoleon Bonaparte durch das Sočatal nach Österreich ein. Bovec erhielt in diesen Besetzungszeiten den Status eines Kantons. Bovec bildete während der Habsburgerzeit eine eigene Gemeinde, die zum Gerichtsbezirk Flitsch gehörte. Dieser war wiederum Teil des Bezirks Tolmein und der Gefürsteten Grafschaft Görz und Gradisca.

### 20. Jahrhundert
Im Ersten Weltkrieg verlief in den Jahren 1915 bis 1917 im Bereich Bovec die sogenannte Sočafrontlinie. Alle Bürger mussten Bovec verlassen und der Ort wurde im Kriegsverlauf vollständig zerstört. Zum Auftakt der 12. Isonzoschlacht am 24. Oktober 1917 griff das deutsche Pionier-Bataillon 35 das in der Naklo-Schlucht südlich von Bovec – im Bereich zwischen dem heutigen Flugplatz Bovec und der über die Soča nach Čezsoča führenden Brücke – stehende italienische Infanterieregiment 87 mit Giftgas-Granaten an, wobei die Schlucht mit 70.000 Grün- und Blaukreuzgranaten beschossen wurde. In der als Folge des Angriffs mit 5–6 Tonnen Diphosgen gefüllten Schlucht kam die komplette italienische Einheit um. Die ehemalige italienische Stellung, heute als Gedächtnis-Kapelle genutzt und mit mehrsprachigen Informationstafeln versehen, erinnert daran. 
Im Zweiten Weltkrieg  war das Gebiet zwischen 1943 und 1945 von den deutschen Streitkräften besetzt, und Einheiten der slowenischen Partisanen waren in dem Gebiet aktiv. Nach der Befreiung durch die jugoslawische Volksarmee im Mai 1945 wurde Bovec von alliierten Truppen aus Großbritannien und den Vereinigten Staaten besetzt. Zwischen Juni 1945 und September 1947 gehörten Bovec und das gesamte rechte Ufer des Flusses Soča zur Zone A des Freien Territoriums Triest, die direkt unter die Kontrolle der alliierten Streitkräfte kam. Die Demarkationslinie trennte somit den Hauptort von den Siedlungen am linken Flussufer. Im September 1947 wurde die Gemeinde durch die Pariser Verträge an Jugoslawien abgetreten.
Seit der slowenischen Unabhängigkeit im Jahr 1991 ist Bovec Teil der Republik Slowenien.

## Wirtschaft
Die Gemeinde Bovec lebt hauptsächlich vom Fremdenverkehr. Sie verfügt über zahlreiche Unterbringungsmöglichkeiten in Hotels, Pensionen und Privatunterkünften. Außerdem stehen mehrere ausgedehnte Zeltplätze zur Verfügung. Insgesamt stehen Unterbringungsmöglichkeiten für etwa 5000 Besucher zur Verfügung. Im Sommer sind vor allem die naturbelassenen und klaren Bergflüsse Soča und Koritnica touristische Ziele, auf denen zahlreiche Freizeitaktivitäten wie Rafting oder Kajaktouren angeboten werden. Im Winter bietet die (mittlerweile wiederaufgebaute und modernisierte) Seilbahn auf den Kanin gute Wintersportmöglichkeiten.
Neben dem Tourismus besteht in der Region Bovec klassische Landwirtschaft, wobei vor allem Schafe gehalten werden und Bovec für seinen Schafskäse bekannt ist.
Westlich außerhalb des Ortes befindet sich ein kleiner Industriestandort.

## Bauwerke und Gedenkstätte

### Flitscher Klause

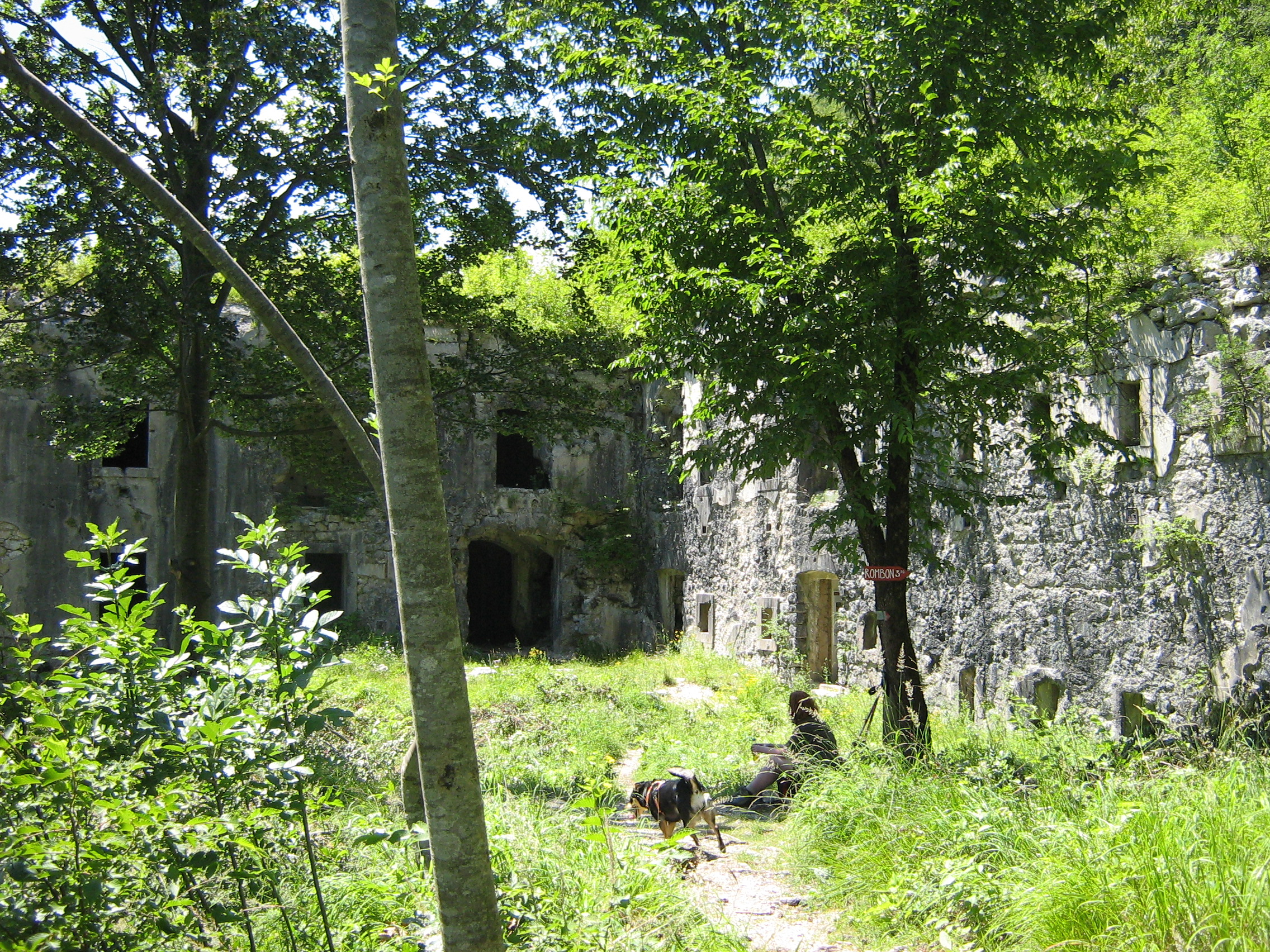
Die Festung Fort Hermann, oberhalb der Flitscher Klause

An der Straße von Bovec zum Predilpass befinden sich zwei österreichische Festungswerke. Die 1881–1882 erbaute Flitscher Klause (slowenisch: Trdnjava Kluže) (46° 21′ 40,9″ N, 13° 35′ 23,4″ O), befindet sich heute in gutem Zustand und wird für Veranstaltungen genutzt.

### Fort Hermann
Oberhalb der Flitscher Klause liegt das 1906 fertiggestellte Fort Hermann (46° 21′ 35,8″ N, 13° 35′ 16,7″ O). Die Ursprünge dieser Kärntner Festung gehen auf die österreichisch-ungarischen Monarchie zwischen 1867 und 1900 zurück. Im Ersten Weltkrieg wurde es durch Österreich genutzt und durch den Beschuss Italiens schwer beschädigt. Die italienischen Angreifer versuchten an dieser Front jahrelang erfolglos, nach Österreich vorzudringen. Heute sind die Ruinen dieser Militäranlage noch erhalten.

### Massengrab-Gedenkstätte
In Bovec existierte ein Massengrab aus dem Zweiten Weltkrieg

## Söhne und Töchter des Ortes
- Anton Supersberg (1847–1921), österreichischer Gutsbesitzer und Politiker

## Bilder

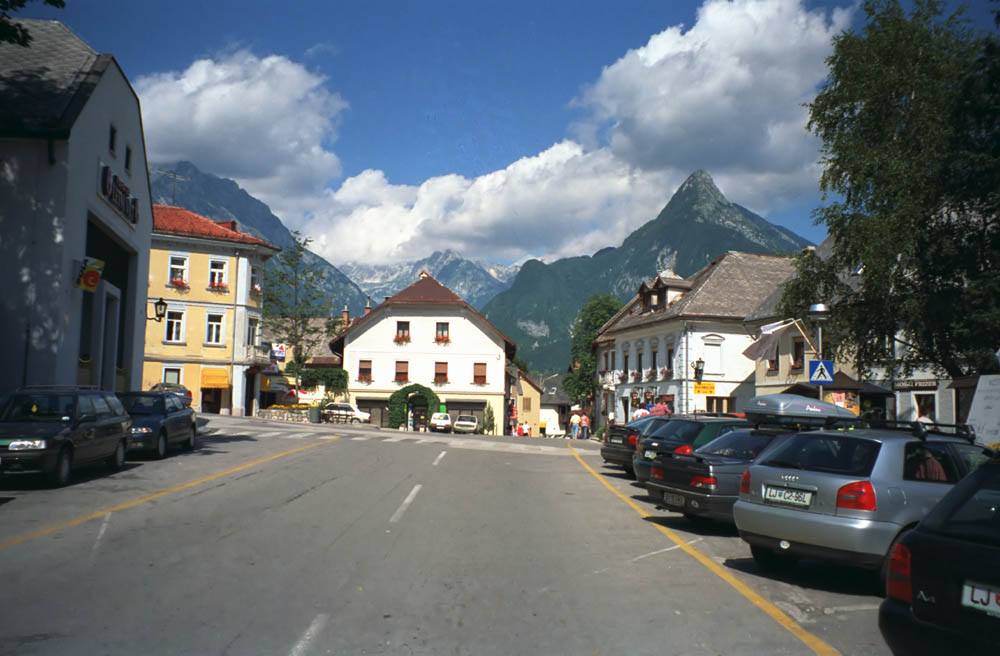
Bovec
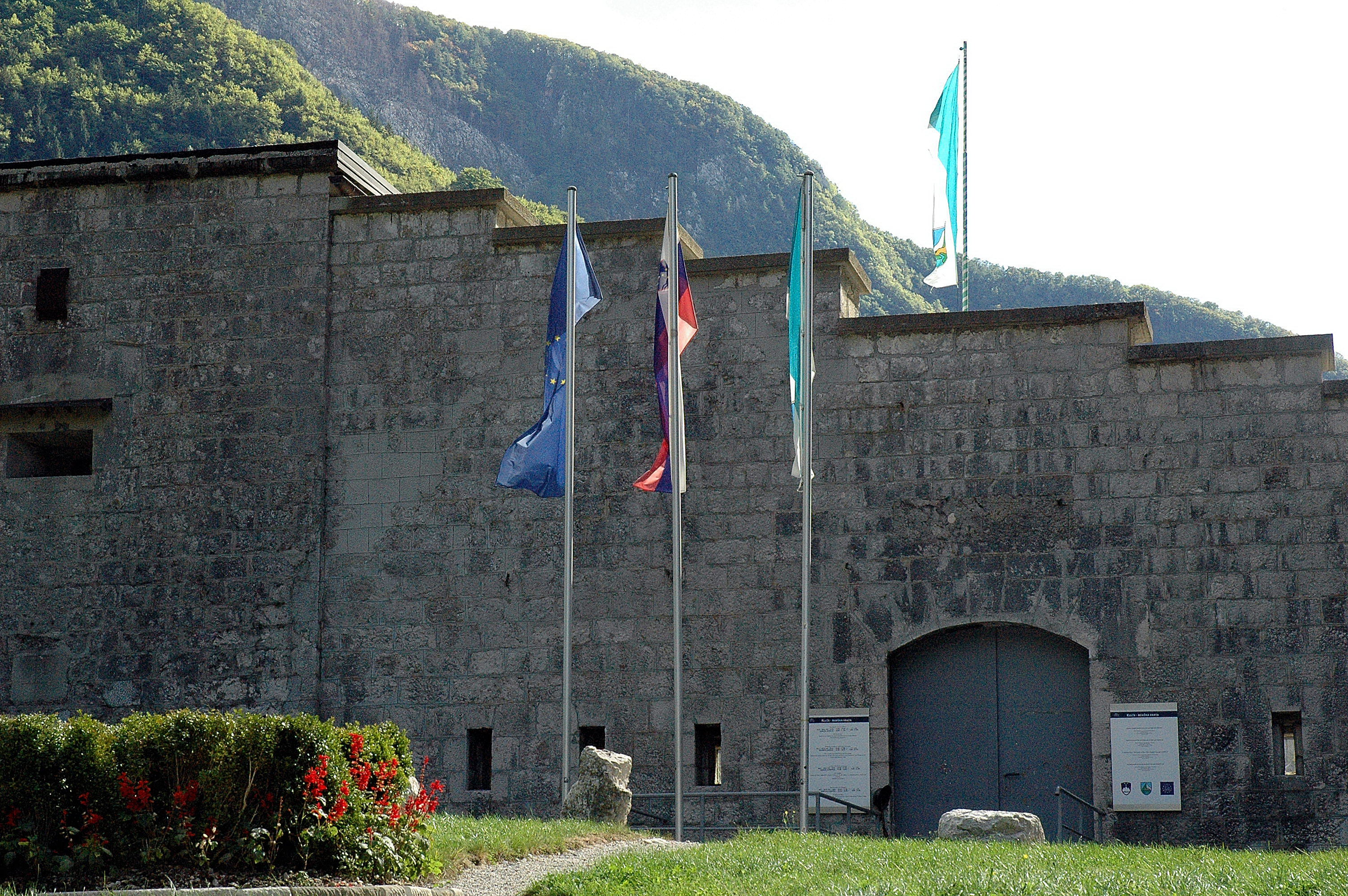
Flitscher Klause, erbaut 1881–1882
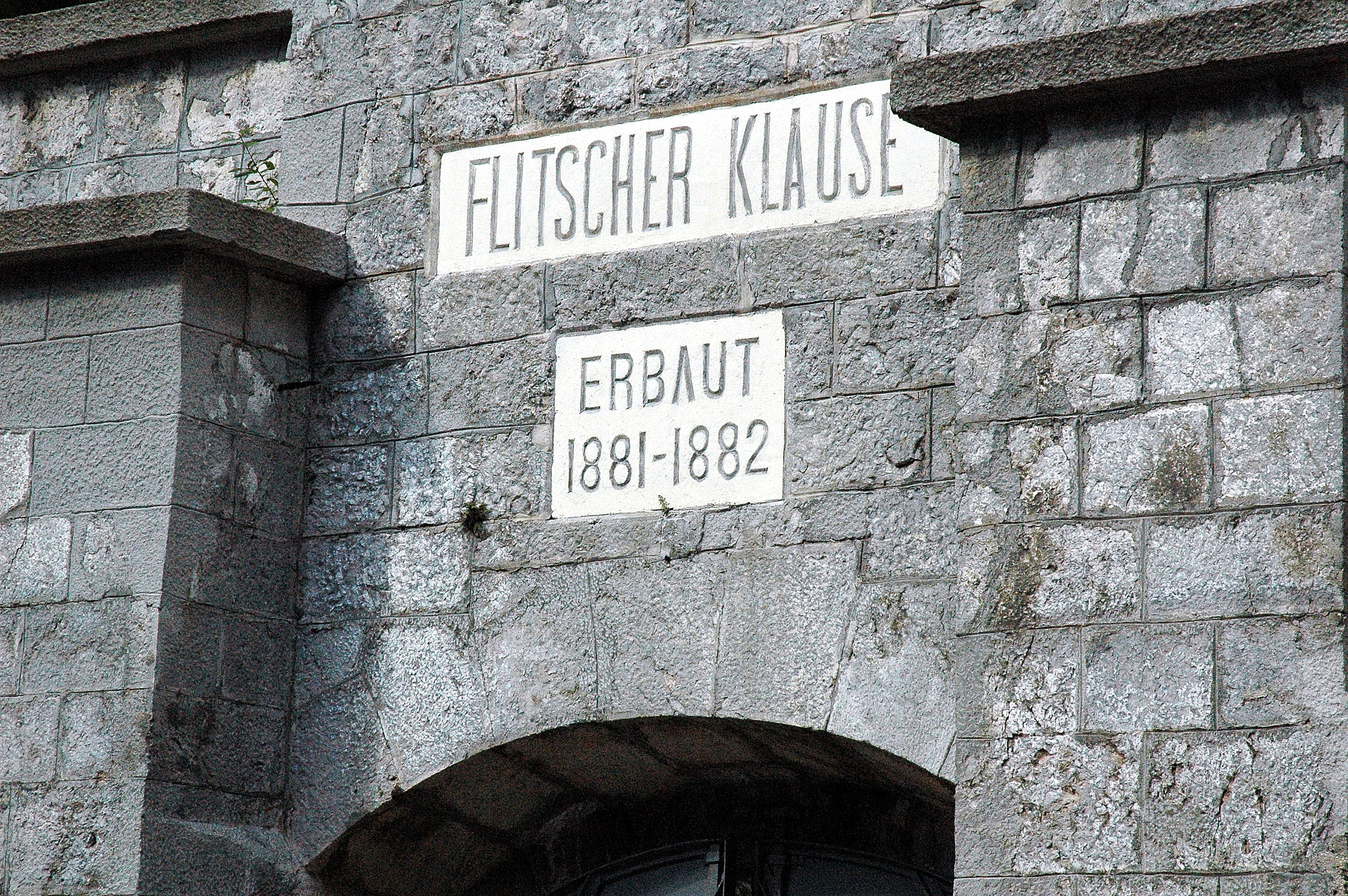
Flitscher Klause, Inschrift über dem Portal im Innenhof
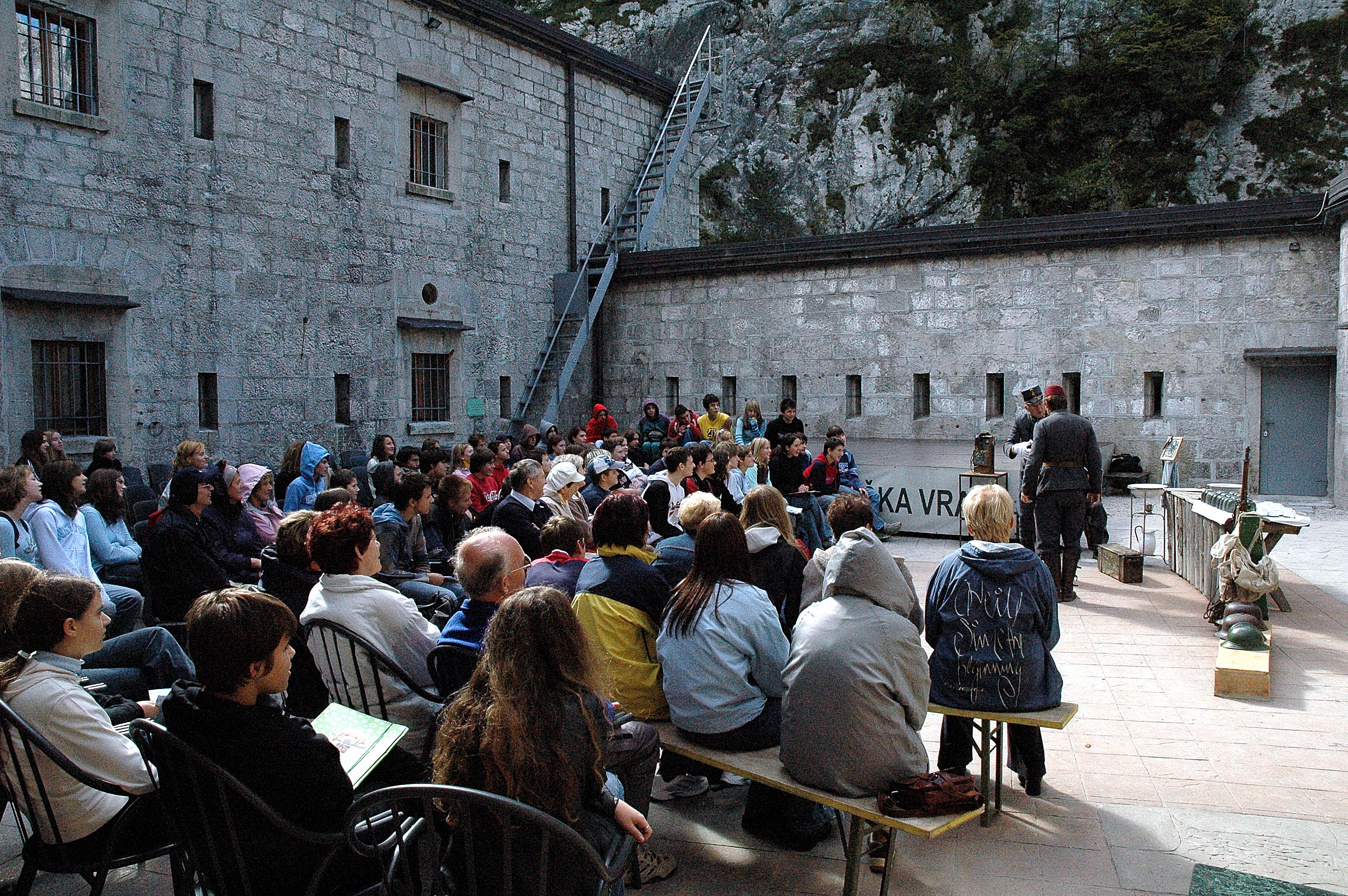
Theateraufführung in der Flitscher Klause
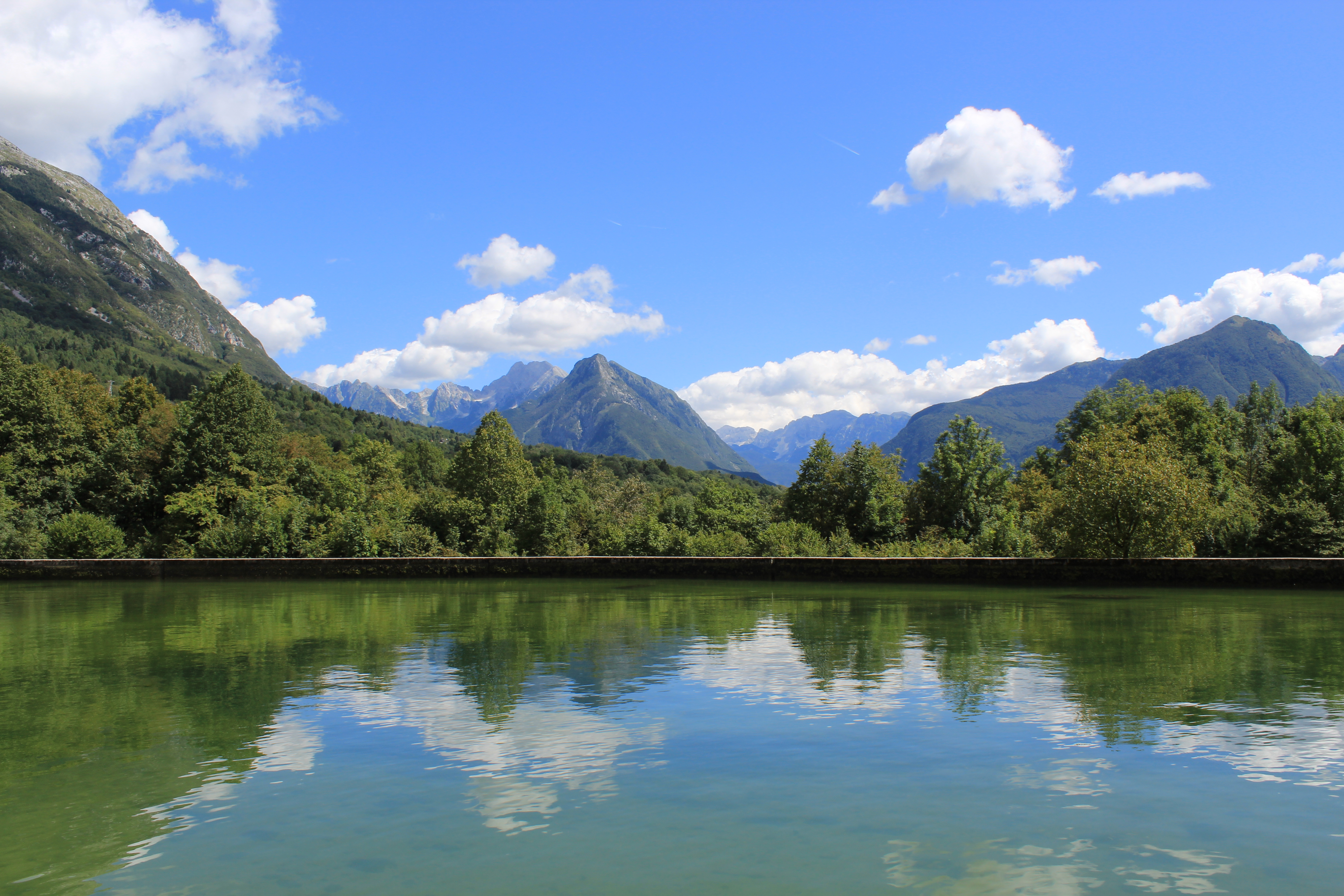
Ein See in der Umgebung von Bovec